# جورج ماثياس
جورج ماثياس (بالفرنسية: Georges Mathias)‏ هو ملحن وعازف بيانو فرنسي، ولد في 14 أكتوبر 1826 في باريس في فرنسا، وتوفي في 14 أكتوبر 1910 في بونتواز في فرنسا.

## وصلات خارجية
- جورج ماثياس على موقع ميوزك برينز (الإنجليزية)
- جورج ماثياس على موقع أول ميوزيك (الإنجليزية)